# مدیر ارشد ارتباطات
مسئول روابط عمومی (به انگلیسی: public relations officer) (مخفف شده به صورت PRO) یا مدیر ارشد ارتباطات (به انگلیسی: chief communications officer) (مخفف شده به صورت CCO) یک مدیر امور و روابط عمومی در یک سازمان است که به‌طور معمول مدیر عامل اجرایی (CEO) گزارش می‌دهد.